# Isthmohyla melacaena
Bromeliohyla melacaena es una especie de anfibios de la familia Hylidae. Es endémica de Honduras. Su rango altitudinal oscila entre 1370 y 1990 m s. n. m..
Sus hábitats naturales son los bosque montanos de pinos y los bosques nubosos. Asociada a bromelias. Está amenazada de extinción por la destrucción de su hábitat natural.